# پل حمل و نقل هوایی برلین

برلینی‌ها به تماشای فرود بمب افکن Raisin در فرودگاه تمپلهوف، ۱۹۴۸، می‌پردازند (عکس از هنری ریس).

پس از آنکه نیروی اشغالگر شوروی در ۲۴ آوریل ۱۹۴۴ مسیرهای زمینی و آبی را از تریزون به برلین غربی را بست، هواپیمای متفقین غربی برای کمک رسانی به شهر برلین مورد استفاده قرار گرفتند. از ژوئن ۱۹۴۸ تا ۱۲می ۱۹۴۹ برلین محاصره شد و در ۳۰ ام سپتامبر ۱۹۴۹ استفاده از راهرو حمل و نقل هوایی به‌طور رسمی پایان یافت.

## پیشینه

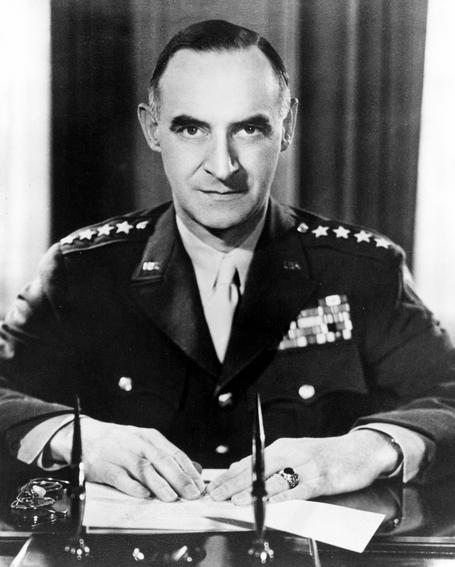
ژنرال لوسیوس دی. کلی، فرماندار نظامی منطقه اشغالی ایالات متحده

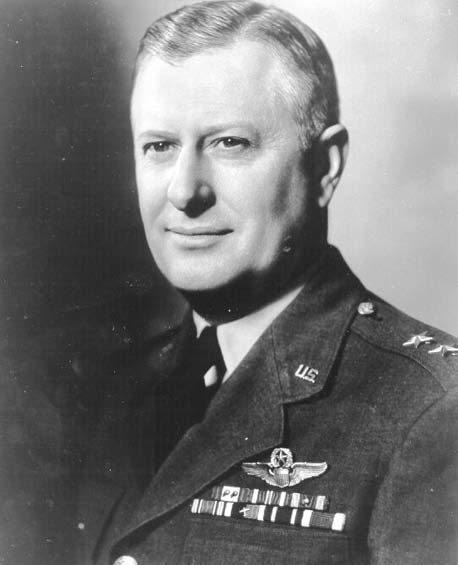
ژنرال ویلیام اچ. تونر، رئیس حمل و نقل هوایی برلین

از ژانویه ۱۹۴۸، اداره نظامی شوروی در آلمان (SMAD) بارها جابجایی کالاها و افراد توسط ارتش متفقین غربی و غیرنظامیان را از مناطق غربی به بخش‌های غربی برلین، با مدت و نوع متفاوت، محدود کرد. اولین تشدید تنش زمانی رخ داد که به دستور رئیس SMAD، واسیلی دانیلوویچ سوکولوفسکی، در ۱ آوریل ۱۹۴۸، تعدادی از جاده‌ها در منطقه اشغالی شوروی غربی، از جمله پل مهمی بر روی البه در نزدیکی ماگدبورگ، برای حمل و نقل به بخش‌های غربی مسدود شد. انگلیسی‌ها و آمریکایی‌ها از۳ آوریل با ایجاد راهرو هوایی پاسخ دادند. حمل هوایی کوچک که مجبور بود پادگان‌های خود را در برلین به مدت دو روز تأمین مواد مورد نیاز کند.
دیگری در ۲۰ ام ژوئن ۱۹۴۸ شوروی اصلاحات ارزی را که توسط متفقین غربی در سه منطقه غربی انجام شد، به عنوان فرصتی برای محاصره نامحدود در نظر گرفت.
ابتدا بخش‌های غربی برلین در شب ۲۴ آوریل بسته شد. ژوئن ۱۹۴۸ منبع تغذیه منطقه اشغال شده شوروی (SBZ) قطع شد. حدود ۶ بعد از ظهر روز ۲۴ در ۱ ژوئن، تمام حمل و نقل بار و مسافر در جاده‌ها، راه‌آهن و چند روز بعد (برخلاف وعده کتبی ۱۹۴۶) نیز از طریق آب از مناطق غربی اشغال شده به برلین غربی قطع شد. زمانی که محاصره اعلام شد، SMAD تأکید کرد که بخش‌های غربی از SBZ یا برلین شرقی تأمین نخواهد شد و در واقع در ۲۵ آوریل تأمین خواهد شد. ژوئن ۱۹۴۸ می‌تواند متوقف شود.
دولت‌های قدرت‌های غربی انتظار واکنش نسبت به اصلاحات ارزی را داشتند، اما این محاصره کامل آنها را تا حد زیادی ناآماده گرفت. طی چند روز بعد، لوسیوس دی. کلی، فرماندار نظامی منطقه ایالات متحده، با تعهد خود به حمل هوایی، بر پیشنهادات همکار بریتانیایی خود سر برایان رابرتسون مبنی بر کنار گذاشتن اشغال برلین به نفع انتخابات تمام آلمانی غلبه کرد.

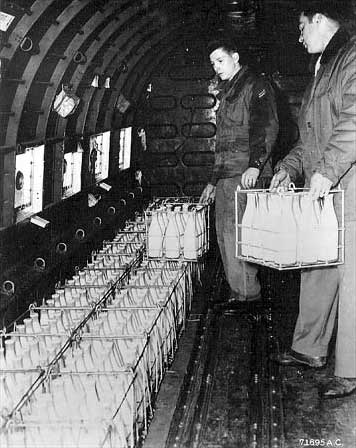
GI هواپیمای عازم برلین غربی را با شیر بارگیری می‌کند

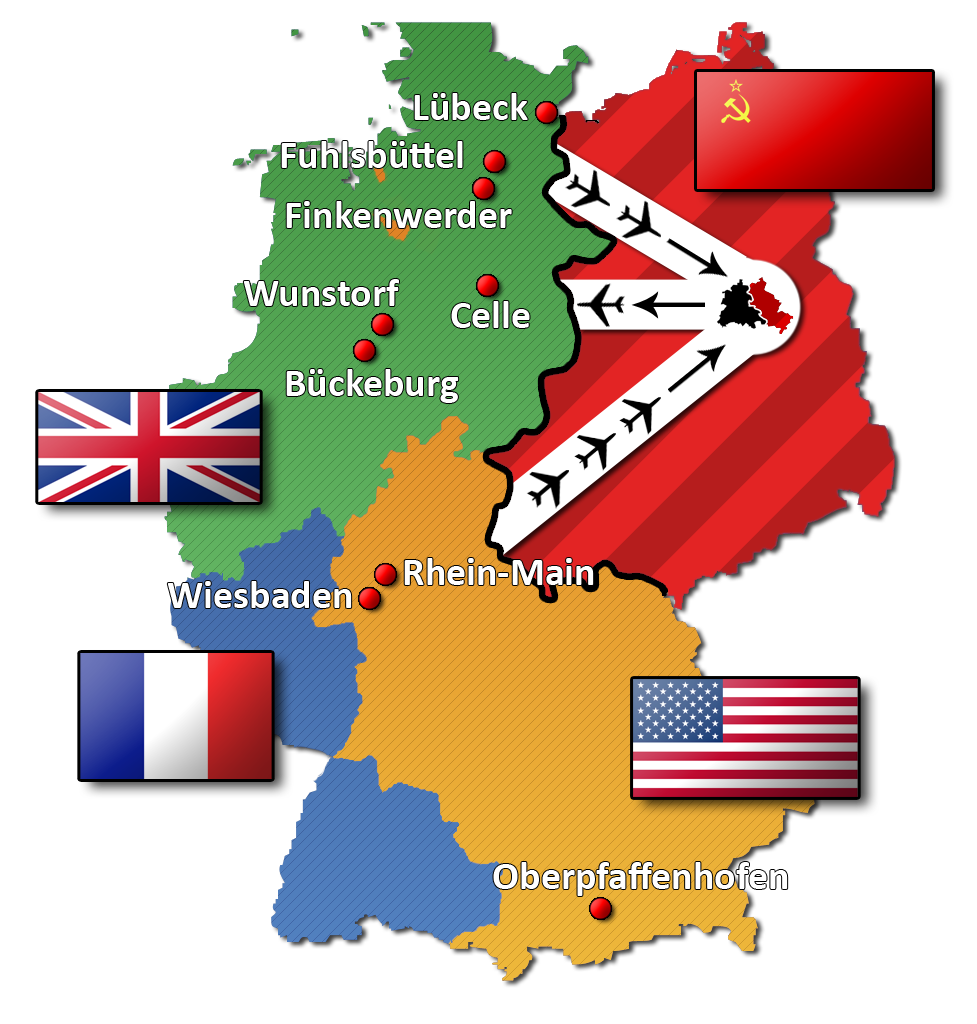
خطوط هوایی در دوران محاصره برلین

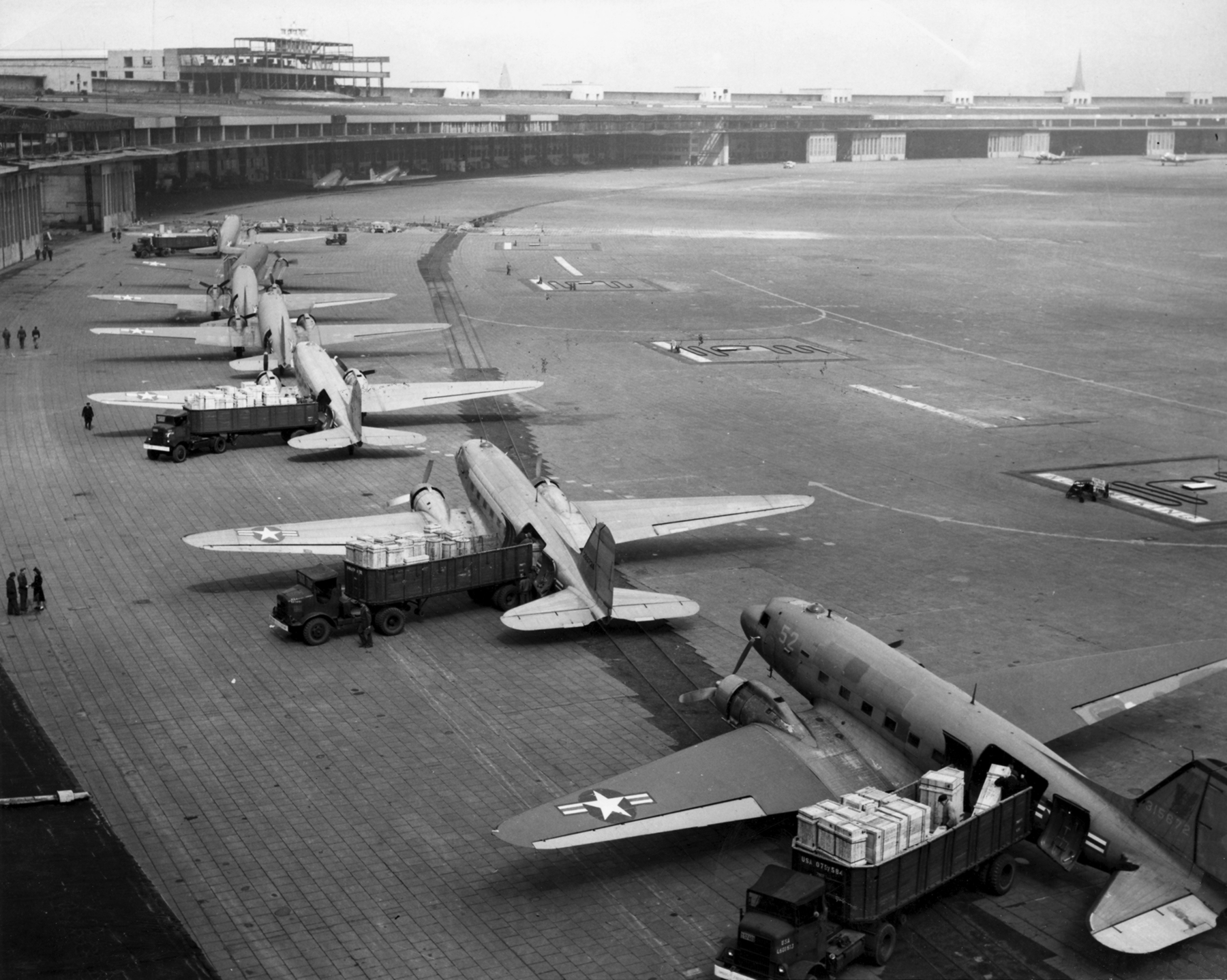
تخلیه داگلاس سی-۴۷ در فرودگاه برلین-تمپلهوف، ۱۹۴۸

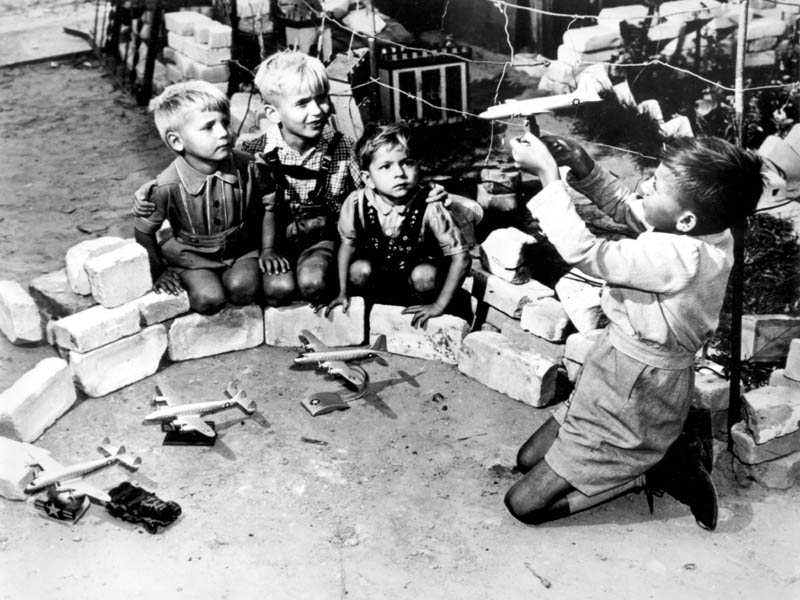
کودکان برلین باری دیگر را با هواپیماهای مدل بازسازی می‌کنند، ۱۹۴۸

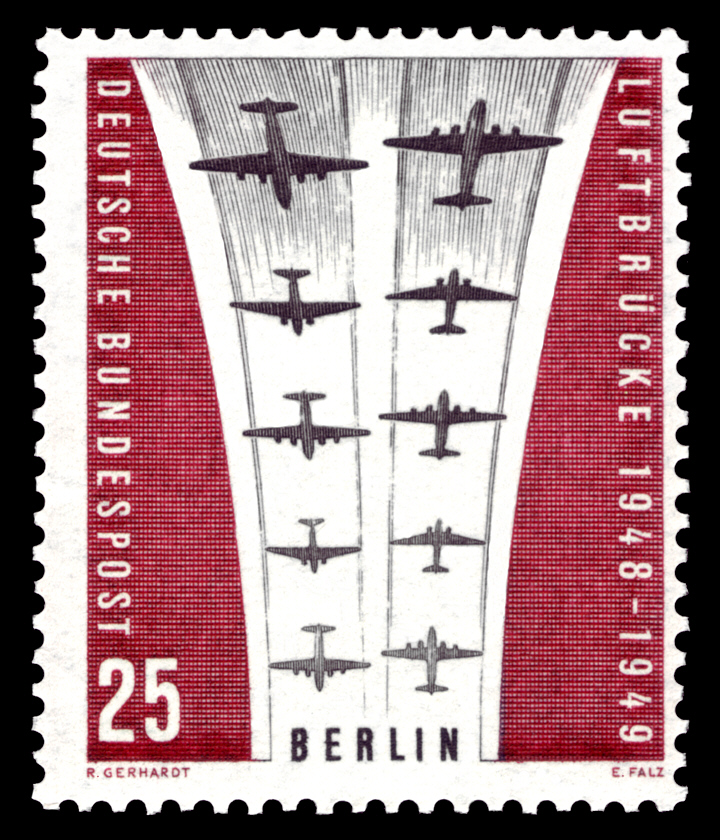
تمبر پستی Deutsche Bundespost برلین (۱۹۵۹) به مناسبت دهمین سالگرد پایان محاصره برلین

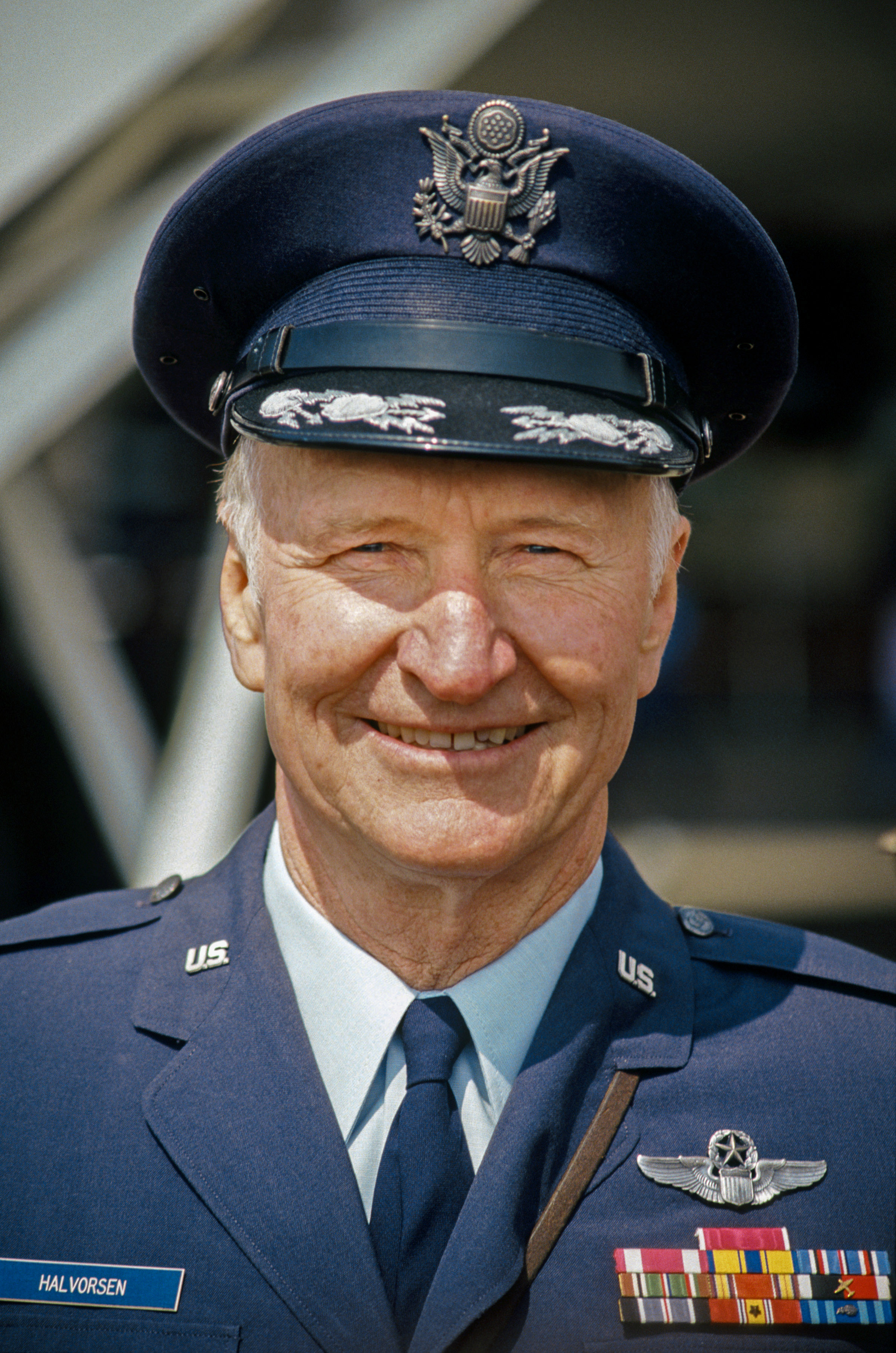
گیل هالورسن

## ادبیات
- کورین دیفرانس، بتینا گرینر، اولریش فایل (ویرایشگران): هواپیمای برلین. سایت یادبود جنگ سرد، کریستوف لینکز ورلاگ، برلین ۲۰۱۸، ISBN 978-3-86153-991-9.
- هاینر ویتروک: پایگاه هوایی وونستورف، قسمت 2 (1945-1998)، ویرایش. از شهر وونستورف
- گرهارد کیدرلینگ: بمب افکن‌های آب نبات بر فراز برلین. Dietz Verlag, Berlin 1998, ISBN 3-320-01959-7.
- اولریش کوبیش و آ. برای Deutsches Technikmuseum: سفارش حمل و نقل هوایی. Nicolai Verlag, 1998, ISBN 3-87584-692-3.
- John Provan: The History of Rhein-Main Air Base Kindle, Halle 2011, ISBN 978-0-945794-13-4.
- جان پروان بیگ لیفت. هواپیمای برلین ۲۶. ژوئن ۱۹۴۸–۳۰. سپتامبر ۱۹۴۹. نسخه Temmen, Bremen 1998, ISBN 3-86108-706-5.
- John Provan: The Berlin Airlift - جلد ۱ مردانی که باعث شد حمل و نقل هوایی کار کند. LZC, Halle 2011، ISBN 0-945794-16-9، ibooks و کتاب الکترونیکی Kindle، تاریخچه حمل و نقل هوایی، عکس‌ها و جداول.
- John Provan: The Berlin Airlift - جلد ۲ روزنامه Task Force Times. LZC, Halle 2011, ISBN 0-945794-17-7. ibooks و Kindle ebook، اسکن شماره‌های مجله Airlift ارتش آمریکا.
- John Provan: The Berlin Airlift - جلد ۳ مردانی که باعث شد حمل و نقل هوایی کار کند. LZC, Halle 2011, ISBN 0-945794-18-5. ibooks و کتاب الکترونیکی Kindle، فهرست تمام واحدهای ایالات متحده و فهرست پرسنل نظامی ایالات متحده.
- والتر لهوس-لیتزمن: سقوط به زندگی. Dingsda-Verlag, Querfurt 1994، ISBN 3-928498-34-7.
- گیل اس. هالورسن: آدامس و شکلات: خاطرات بمب افکن آب نبات برلین. edition Grüntal, Berlin 2005, ISBN 3-938491-02-7.
- کلاوس شرف: حمل و نقل هوایی برلین . انتشارات کتاب موتور، اشتوتگارت ۱۹۹۸، ISBN 3-87943-417-4.
- مارگو تیس-راون، گیجسبرت ون فرانکن هویزن: مرسدس و خلبان شکلاتی. داستان واقعی در مورد هواپیمای برلین و آب نباتی که از آسمان افتاد. نسخه کتاب کودکان گرونتال، برلین ۲۰۰۵، ISBN 3-938491-03-5.
- راجر جی میلر: برای نجات یک شهر: حمل و نقل هوایی برلین 1948-1949 . (PDF؛ ۹٫۸ مگابایت) برنامه تاریخ و موزه نیروی هوایی، دفتر چاپ دولت ایالات متحده، ۱۹۹۸، ۱۹۹۸-۴۳۳-۱۵۵/۹۲۱۰۷.

## فیلم‌ها
- عملیات عملیات، مستند، ۱۹۴۸
- حمل و نقل هوایی - فقط آسمان آزاد بود، ۲۰۰۵، با اولریش توکور، هاینو فرچ، بتینا زیمرمن و اولریش نوتن. ۱۸۶ دقیقه[۲]
- حمل و نقل هوایی. مستند، ZDF 2005. نمایش داده شده در فینیکس در ۲۶ آوریل. ژوئیه ۲۰۱۴، ۲۰:۱۵–۲۱:۴۵ تماشا کردن. (ضبط‌های مستند، شاهدان معاصر)
- با یک بوسه فیلم بلند، ایالات متحده آمریکا ۱۹۵۰ شروع شد